# Set Sjöstrand
Set Sjöstrand är en skådespelare.
Sjöstrand har bland annat medverkat i TV-serierna Fortitude från 2018 och Vikings: Valhalla från 2022. Han har även medverkat i filmen The Machine från 2023.

## Filmografi (i urval)
- 2018 – Fortitude (TV-serie)
- 2019 – Guns Akimbo
- 2020 – Top Dog (TV-serie)
- 2022 – Vikings: Valhalla (TV-serie)
- 2023 – The Machine